# Acantholyda
Acantholyda är ett släkte steklar i familjen Spinnarsteklar.

## Arter
- Acantholyda erythrocephala (Linnaeus, 1758)  type species, Eurasien
- Acantholyda aequorea  Middlekauff, 1958     Nordamerika
- Acantholyda aglaia
- Acantholyda albomarginata  (Cresson, 1880)  Nordamerika
- Acantholyda alpina  Shinohara, 2000         Japan
- Acantholyda angulata  (MacGillivray, 1912)  Nordamerika
- Acantholyda apicalis  (Westwood, 1874)      Nordamerika
- Acantholyda atrata  (Cresson, 1880)         Nordamerika
- Acantholyda atripes  (Cresson, 1880)        Nordamerika
- Acantholyda aurigera  Middlekauff, 1958     Nordamerika
- Acantholyda birmanica  Shinohara, 2005       Asien
- Acantholyda balanata  (MacGillivray, 1923)  Nordamerika
- Acantholyda bicolorata  (Norton, 1869)      Nordamerika
- Acantholyda brunnicans  (Norton, 1864)      Nordamerika
- Acantholyda brunniceps  (Cresson, 1880)     Nordamerika
- Acantholyda bucephala  (Cresson, 1880)     Nordamerika
- Acantholyda burkei  Middlekauff, 1958       Nordamerika
- Acantholyda chicoutimiensis  (Huard, 1879)  Kanada
- Acantholyda circumcincta  (Klug, 1808)      Nordamerika
- Acantholyda crocinca  Middlekauff, 1959     Nordamerika
- Acantholyda depressa  Middlekauff, 1958     Nordamerika
- Acantholyda dimorpha  Maa
- Acantholyda erythrocephala (Linnaeus)      Europa
- Acantholyda flaviceps (Retzius, 1783)
- Acantholyda flavomarginata  Maa
- Acantholyda floridana  Greenbaum 1975        Nordamerika
- Acantholyda hieroglyphica (Christ, 1791)     Norra Eurasien
- Acantholyda intermedia  Maa
- Acantholyda kojimai  Shinohara, 2000        Japan
- Acantholyda kumamotoi  Shinohara, 2000      Japan
- Acantholyda laricis (Giraud, 1861)          Norra Eurasien
- Acantholyda luteomaculata  (Cresson, 1880)  Nordamerika
- Acantholyda maculiventris  (Norton, 1869)   Nordamerika
- Acantholyda marginiventris  (Cresson, 1880) Nordamerika
- Acantholyda nemoralis  (Thomson, 1871)      = A. posticalis
- Acantholyda nigripes  (Cresson, 1880)       Nordamerika
- Acantholyda nigrita  (Cresson, 1880)        Nordamerika
- Acantholyda ochrocera  (Norton, 1869)       Nordamerika
- Acantholyda parki  Shinohara and Byun, 1996 Korea, Östra Ryssland
- Acantholyda peiyingaopaoa  Xiao, 1963
- Acantholyda piceacola  Xiao & Zhou
- Acantholyda pini  Rohwer 1911               Nordamerika
- Acantholyda pinivora  Enslin 1918           = A. posticalis
- Acantholyda pirica  Shinohara, 2000         Japan, Sakhalin
- Acantholyda poppigii  (Brischke & Zaddach, 1865) Nordamerika
- Acantholyda posticalis  Matsumura, 1912     Norra Eurasien
- Acantholyda pumilionis (Giraud, 1861)        Alpina Europa
- Acantholyda ruficeps (Harrington, 1893)      Nordamerika
- Acantholyda runcinata  Middlekauff, 1958    Nordamerika
- Acantholyda serbica  Vasic, 1962
- Acantholyda stellata  Christ, 1791
- Acantholyda terminalis  (Cresson, 1880)     Nordamerika
- Acantholyda tesselata  (Klug, 1808)         Nordamerika
- Acantholyda teunisseni  Achterberg & Aartsen, 1986
- Acantholyda thalictra  Middlekauff, 1958    Nordamerika
- Acantholyda verticalis  (Cresson, 1880)     Nordamerika
- Acantholyda zappei (Rohwer, 1920)            Nordamerika